# Mitchell Heights
Mitchell Heights – miasto w Stanach Zjednoczonych, w stanie Wirginia Zachodnia, w hrabstwie Logan.